# 安东尼娅·波希尔德
安东尼娅·波希尔德（1996年11月2日—），是泰丹混血的模特兼选美皇后。曾获得2019年跨国小姐大赛的桂冠。在此之前，她曾获得2019年泰国跨国小姐大赛的桂冠，为首位获得该称号的泰国女性。